# 航越大海的飛機
《航越大海的飛機》是美國獨立搖滾樂團中性牛奶飯店於1998年發行的第二張專輯。
該專輯在發行後起初銷售量並無太大反應，但後來許多樂評、音樂雜誌皆給予這張專輯極高評價，專輯銷售量在後來仍然繼續上升，並賣破30萬張；2008年該專輯的黑膠唱片銷售量甚至在該年度全球黑膠唱片年終銷售排行榜高居第6名。

## 靈感來源
《航越大海的飛機》專輯概念被廣泛認為與死在納粹手上的猶太女孩安妮·法蘭克有關，因為專輯內許多歌曲的歌詞似乎在談論和影射安妮，包括提到她出生和死亡的年份。雖然樂團成員並未正式承認該專輯與安妮有關，但這個傳聞早已被許多歌迷接受和認同；樂團主唱傑夫．曼幹曾經提到在現場演出專輯內歌曲《Holland, 1945》時受到《安妮的日記》的影響。

## 專輯曲目
1. "The King of Carrot Flowers Pt. One"  – 2:00
2. "The King of Carrot Flowers Pts. Two & Three – 3:06
3. "In the Aeroplane Over the Sea" – 3:22
4. "Two-Headed Boy"   – 4:26
5. "The Fool" – 1:53
6. "Holland, 1945" – 3:15
7. "Communist Daughter"  – 1:57
8. "Oh Comely"   – 8:18
9. "Ghost" – 4:08
10. "*[9]"   – 2:16
11. "Two-Headed Boy Pt. Two" – 5:13

## 音樂成就
| 刊物             | 國家 | 成就                              | 年份 | 排名             |
| ---------------- | ---- | --------------------------------- | ---- | ---------------- |
| 亞馬遜           | 美国 | 史上最偉大的100張獨立搖滾專輯     | 2009 | #2               |
| Blender          | 美国 | 史上最偉大的100張獨立搖滾專輯     | 2007 | #32              |
| 娛樂週刊         | 美国 | 25大獨立搖滾專輯                  | 2008 | （入選，未排名） |
| Magnet           | 美国 | 1993年至2003年間60大專輯          | 2003 | #1               |
| Nude as the News | 美国 | 90年代最令人讚嘆的100張專輯       | 1999 | #3               |
| Pitchfork        | 美国 | 1990年代100大專輯                 | 2003 | #4               |
| Q雜誌            | 英国 | 近25年來的30大專輯                | 2010 | #16              |
| Spin             | 美国 | 1985年至2005年間最偉大的100張專輯 | 2005 | #97              |
| 村聲雜誌         | 美国 | Pazz & Jop:年度專輯               | 1998 | #15              |